# Eric Demers
Eric Demers (Acushnet (Massachusetts), 12 de marzo de 1997), es un jugador de baloncesto estadounidense  que pertenece a la plantilla del Real Valladolid Baloncesto de la Primera FEB. Con 1,85 metros de estatura, juega en la posición de escolta.

## Trayectoria deportiva
Nacido en Acushnet (Massachusetts), es un jugador formado en la Falmouth High School de Falmouth (Massachusetts), antes de ingresar en 2015 en el Gordon College en Wenham, Massachusetts, donde disputó durante cinco temporadas la NCAA División III con los Gordon Fighting Scots, desde 2015 a 2020. En su último año con los Gordon Fighting Scots, fue el máximo anotador de la liga y del resto de divisiones universitarias, con 32.4 puntos por partido y unos porcentajes del 40.7% de acierto desde la línea de 3.
En 2021, jugaría la liga de verano de la NBA con los San Antonio Spurs.
El 23 de octubre de 2021, fue seleccionado por los Rio Grande Valley Vipers en segunda ronda posición 21 del draft de la NBA G League y más tarde, su pase sería adquirido por los Maine Celtics.
En las temporadas 2021-22 y 2022-23, jugaría con los Maine Celtics, donde promedia 6.4 puntos, 1.5 rebotes y 1 asistencia por partido en 17.6 minutos de media por encuentro.
El 18 de agosto de 2023, firma por el Club Bàsquet Menorca de la Liga LEB Oro.
El 6 de diciembre de 2024, firma por el Real Valladolid Baloncesto de la Primera FEB.